# Orthosia nigrilinea
Orthosia nigrilinea là một loài bướm đêm trong họ Noctuidae.